# Yūri Kawamura
Yūri Kawamura (jap. 川村 優理, Kawamura Yūri; * 17. Mai 1989 in Niigata) ist eine japanische Fußballspielerin.

## Karriere

### Verein
Sie begann ihre Karriere bei Albirex Niigata Ladies, wo sie von 2002 bis 2012 spielte. 2018 wechselte sie wieder zu Albirex Niigata Ladies. Ihr Vertrag läuft im Juni 2023 aus. 2013 folgte dann der Wechsel zu JEF United Chiba Ladies. 2014 folgte dann der Wechsel zu Mynavi Vegalta Sendai Ladies. 2017 kehrte er nach Albirex Niigata zurück. Danach spielte er bei North Carolina Courage.

### Nationalmannschaft
Kawamura absolvierte ihr erstes Länderspiel für die japanischen Nationalmannschaft am 13. Januar 2010 gegen Dänemark. Sie wurde in den Kader der Asienmeisterschaft der Frauen 2014 und Weltmeisterschaft der Frauen 2015 berufen. Insgesamt bestritt sie 32 Länderspiele für Japan.

## Errungene Titel

### Mit der Nationalmannschaft
- Asienmeisterschaft: 2014

### Persönliche Auszeichnungen
- Nihon Joshi Soccer League Best XI: 2015, 2016